# Nocny uciekinier
Nocny uciekinier (ang. Midnight Special) – amerykański dramat z gatunku science-fiction z 2016 roku w reżyserii Jeffa Nicholsa, wyprodukowany przez wytwórnię Warner Bros. Pictures.
Premiera filmu odbyła się 12 lutego 2016 podczas 66. Międzynarodowego Festiwalu Filmowego w Berlinie. Miesiąc później, 18 marca, obraz trafił do kin na terenie Stanów Zjednoczonych.

## Fabuła
Ścigany przez organizacje rządowe oraz sektę Roy (Michael Shannon) musi zrobić wszystko, aby uchronić swojego ośmioletniego syna Altona (Jaeden Martell), który został obdarzony tajemniczymi mocami. Ma również specyficzną przypadłość – musi przebywać w całkowitej ciemności. Obaj są zmuszeni uciekać przed fanatykami religijnymi nasłanymi przez samozwańczego pastora Calvina Meyera (Sam Shepard), pragnącymi wykorzystać niezwykłe dziecko do własnych celów. Za dnia ojciec i syn ukrywają się za grubymi zasłonami hotelowych pokoi, w nocy zaś starają się niezauważeni przemieścić z miejsca na miejsce. Jest to trudne, gdyż w mediach wciąż ukazują się informacje na temat zaginionego chłopca, a policja i wojsko robią wszystko, by go odszukać. W pościgu za Altonem bierze także udział dociekliwy analityk z FBI, który ma odkryć sekret chłopca.
W niesamowitej ucieczce pomaga im Lucas (Joel Edgerton), przyjaciel Roya z dzieciństwa. Po drodze dołącza do nich matka Altona – Sarah (Kirsten Dunst). Roy jest zdeterminowany, by ochronić syna i pomóc mu odkryć jego prawdziwe przeznaczenie. Los kieruje ich w odludne rejony kraju, gdzie chłopiec może zaprezentować pełnię swoich możliwości.

## Obsada
- Michael Shannon jako Roy
- Joel Edgerton jako Lucas
- Kirsten Dunst jako Sarah
- Adam Driver jako Sevier
- Jaeden Lieberher jako Alton
- Sam Shepard jako Calvin Meyer
- Bill Camp jako Doak
- Scott Haze jako Levi
- Paul Sparks jako agent Miller
- David Jensen jako Elden

## Odbiór

### Krytyka
Film Nocny uciekinier spotkał się z pozytywną reakcją krytyków. W serwisie Rotten Tomatoes 83% z dwustu dwudziestu trzydziestu trzech recenzji filmu uznano pozytywne (średnia ocen wyniosła 7,30 na 10). Na portalu Metacritic średnia ocen z 44 recenzji wyniosła 76 punktów na 100.

### Nagrody i nominacje
| Rok  | Miejsce                                        | Nagroda          | Kategoria                  | Odbiorcy i nominowani | Wynik     |
| ---- | ---------------------------------------------- | ---------------- | -------------------------- | --------------------- | --------- |
| 2016 | 66. Międzynarodowy Festiwal Filmowy w Berlinie | Złoty Niedźwiedź | Udział w konkursie głównym | Jeff Nichols          | nominacja |
| 2017 | Nagrody Saturna 2016                           | Saturn           | Najlepszy film sci-fi      | Nocny uciekinier      | nominacja |